# Dværggås
Dværggåsen (Anser erythropus) er en fugl i familien af egentlige andefugle. Det er den mindste af de grå gæs. Dens længde er 56-66 cm. Vingefanget er 115-135 cm lang. Den kan leve i 10-15 år. Den yngler med en lille bestand i et arktisk bælte fra det nordlige Skandinavien mod øst gennem Sibirien til Beringshavet. Dværggåsens fjerdragt ligner blisgåsens. Øjenlågsrandene er dog karakteristisk gule og blissen på panden er tydeligere.

## Internationalt rødlistet
Dværggåsen er internationalt rødlistet som sårbar (VU), fordi bestanden på kort tid er formindsket i dens russiske kerneområde.

## Billeder
- Anser erythropus
- Dværggås
- Museum specimen